# 黄口岩螺
黄口荔枝螺（学名：Thais luteostoma）， 又名黄口岩螺，是新腹足目骨螺科Thais属的一种。主要分布于韩国、台湾，常栖息在潮间带岩礁区。